# Phragmatobia franconia
Phragmatobia franconia là một loài bướm đêm thuộc phân họ Arctiinae, họ Erebidae.